# Rudolf Strimpl
Rudolf Strimpl (9. května 1859 Praha – 15. března 1920 Drahonice, okr. Louny) byl český obchodník, podnikatel v zemědělství a zahradnictví (jahodářství, včelařství). Byl zakladatelem tradice pěstování velkoplodých jahod v Čechách.

## Život

### Mladá léta
Narodil se do pražské měšťanské rodiny židovského krejčovského mistra Vojtěcha Strimpla a jeho ženy Veroniky rozené Braunové bydlících v Kaprově ulici. Manželé Strimplovi měli, kromě Rudolfa, ještě tři dcery: Vronu, Marii a Žofii. V roce 1877 složil maturitu na reálném gymnáziu a odešel s rodiči do Počernic, což mělo dobrý vliv na jeho chatrné zdraví. Následně začal pracovat u železářského mistra Blechy v Praze na Václavském náměstí. Zde onemocněl tyfem. Aby ze zdravotních důvodů změnil prostředí, v roce 1879 nastoupil do učení ve Vídni a pobýval na Grinzinger-Strasse 42. Jeho druhou mateřskou řečí byla němčina, uměl slušně anglicky a učil se francouzštinu. V roce 1881 se vrátil do Prahy. Zde přijal místo příručího v krámu své sestry Vrony. Následně putoval pěšky přes Alpy do Říma; dále přes Terst, Tyroly a Bavorsko se vrátil do Čech. Po návratu pracoval jako obchodník. Když obchod převzala jeho sestra Marie, odcestoval do Terstu. 25. října 1882 zde nastoupil na loď S/S Monarch společnosti Lloyd Triestino a odpul přes Bari, Neapol a Janov do New Yorku.

### Americká zkušenost
Odtud vyrazil na americký středozápad. Po návratu ze středozápadu se načas usadil usadil v New Yorku a věnoval obchodu. Zde dostal nabídku práce u doktora medicíny Ebneye v Texasu v Austinu, kam dorazil po náročném cestování v roce 1882. Cestou se čile zajímal o americké osadničení, chov dobytka, zakládání farem a nových polností. Měl zde možnost seznámit se s celou řadou technických vynálezů a vylepšení, které nebyly v tehdejší Evropě známé. V Austinu kromě pochůzek pro doktora Ebneye býval rovněž zaměstnán v obchodě českého usedlíka Karla Mikesky. Strimpl se staral o chod Ebneyovy ordinace a doprovázel jej na cestách za pacienty, za což byl honorován v dolarech a u Mikesky pracoval za byt a stravu. Strimpl však záhy onemocněl malérií a Ebney mu doporučil, aby se v zájmu svého zdraví vrátil do Čech. V místních novinách se dočetl, že v New Orleansu chystá místní česká komunita pouť k otevření Národního divadla v Praze. K této výpravě se připojil. V roce 1883 se tedy nakrátko vrátil do Prahy. Jeho rozšířené obzory jej v provinční Praze neudržely, a proto podruhé odcestoval do USA. Zprvu se v San Francisku v Kalifornii, kam z Chicaga odcestoval přes Kansas, Nové Mexiko, Arizonu a Colorado se skupinou českých osadníků nijak zvlášť neuchytil. Nejdříve pracoval na pile, ale stále usiloval o svou vlastní farmu. Nakonec se úspěšně živil jako prodavač klobouků, příležitostný portrétista a malíř dramatických výjevů. Do Prahy se definitivně vrátil v roce 1885.

### Nový začátek v Čechách
Od roku 1886 pobýval v Sedlčanech ve středním Povltaví. Zde si zařídil koloniál situovaný mezi sedlčanským děkanstvím a domem městského lékaře Viléma Chodovského. O domácnost se mu starala jeho rodná sestra Žofie. Protože zvládal svůj obchod zdatně, začal se zabývat včelařením. Pořídil si sedmdesát pět včelstev a začal prodávat medovinu a speciální vína. Na požádání rouboval stromy, zakládal zahrady a v sedlčanské zimní hospodářské škole vyučoval štěpařství a chov včel. S manželskou doktora Chodovského se pokusil rovněž o velkovýrobu perníku, což ovšem byla aktivita, která ztroskotala. Byl v Praze pozván Vojtou Náprstkem do Amerického klubu dam, kde se scházeli dr. Emil Holub, Enrique Stanko Vráz, Josef Kořenský a Alberto Vojtěch Frič, aby vyprávěl o svých cestách po Evropě i za mořem.

### Rodinný život
Díky Vojtovi Náprskovi se seznámil s jeho schovankou Františkou Vlachovou. Narodila se 6. října 1861 v Nové Huti pod Nižborem a přišla o svůj tamní původní domov, oba rodiče, babičku a malou sestru při velké povodni, která poničila kraj kolem Berounky v roce 1872. Sirotka Františky se ujal Vojta Náprstek, který se o této tragédii dozvěděl, a staral se o ní až do její dospělosti. Nejprve ji dal na vychování k od 18. června 1872 k Marii Malé a k Náprstkovým přišla až 15. září 1875. Františka vystudovala a stala se učitelkou. Kromě jiného byla také členkou "Klubu amerických dam", což byl spolek emancipovaných českých žen a dívek toužících po sebevzdělání a společenském úspěchu. Tyto ženy se mohly účastnit přednášek pánské části Náprstkovy society. Zde se s ní seznámil také Strimpl, který se s ní 15. srpna 1895 v Sedlčanech v kostele sv. Martina oženil. Protože se jednalo o katolický kostel, z hlediska konfese, vyřešil Strimpl oficiálně svou náboženskou víru konverzí ke katolické víře. Manželé Strimplovi začali žít v Sedlčanech čímž se ulehčilo jeho sestře Žofii, která se doposud pět let starala o jeho domácnost. Podle dochovaných svědectví, jednalo se o šťastný manželský pár. V březnu 1895 si Strimpl pronajal od Svatovítské kapituly statek Chlistov u Netvořic. Zprvu se jeho ženě Františce nechtělo ze zajištěného kupeckého sedlčanského místa odejít, protože se jim narodila dcera Věra. Na Chlistově se jim pak narodily ještě tři dcery: Vojtěška, Marie a Helena. Na statek dovedl park zemědělských strojů, které poznal za svého pobytu v USA. Díky uvedením do praxe těchto nových technologií začal statek prosperovat.

### Založení české jahodářské tradice
Kromě pěstování obvyklých místních plodin si uvědomoval potenciál velkoplodých jahod, které znal z USA. Spojil se velkopěstitelem jahod Clarencem R. Ferrym o němž se dočetl, že je špičkou v tomto oboru. V Čechách byly sice známé lesní jahody, ale dovezenou odrůdu vyšlechtil na celkem 17 druhů velkoplodých jahod. Záhy začal dodávat jahody na pražský trh, kde byl tento nový druh zboží velmi žádaný. Odbyt běžné produkce chlistovského statku byl zajištěn a o transport jahod pro pražské zákazníky se staraly desítky sezónních námezdních sil. Do padesát kilometrů vzdálené Prahy dodával pouze nejlepší zboží, ostatní se zavařovalo do lahví a ze zbylých jahod se lisovala limonáda, která sloužila pro výrobu jahodové zmrzliny, další žádané novinky. Do deseti let se z původně nuzného statku stala prosperující farma. Strimpla si navíc oblíbil František Ferdinand d’Este, který sídlil na relativně nedalekém Konopišti a se Strimplem konverzoval v angličtině. Několikrát pak s arcivévodkyní Žofií navštívil také Strimplův statek. Od velkovévody Ferdinanda dostal nabídku, aby se stal generálním ředitelem jeho velkostatků. Nicméně k tomu nedošlo z důvodu sarajevského atentátu v roce 1914. Následná první světová válka ukončila prosperující podnik, protože zemědělští dělníci byli odvedeni do armády, tažná zvířata byla zrekvírována pro válečné potřeby a za stávajících podmínek nebylo možné statek udržet v provozu.

### Závěr života
Strimplovi opustili statek v roce 1917 a odstěhovali se do Drahonic na lounsku. Důvodem bylo také to, že na lounsku se mluvilo německy. Paradoxní bylo, že Strimpl, který s konopišťským arcivévodou odmítal hovořit německy, se odstěhoval zrovna sem. Sice si v Drahonicích pronajal nový statek, nicméně jahodám se zde příliš nedařilo. Svůj původní úspěch už nezopakoval a posledním jeho podnikem bylo založení místní české školy po převratu v roce 1918. Po krátkém nachlazení zemřel v Drahonicích 15. března 1920.
Jeho pohřeb se však stal významnou událostí. Jako první tamní Čech byl pochován na hřbitově ve Vidhosticích a od 27. srpna 1937 jej jako Jahodového krále připomíná pamětní deska umístěná na zdejším obytném domě. Jsou na ní vytesána slova:
| „                                   | Zde žil Rudolf Strimpl. Z jeho moudré hlavy rostl život jahodářského kraje. | “ |
| — Pamětní deska na Strimplově domě. |                                                                             |   |